# Kalijanella
Kalijanella es un género de foraminífero bentónico considerado un sinónimo posterior de Pachythurammina de la subfamilia Irregularininae, de la familia Parathuramminidae, de la superfamilia Parathuramminoidea, del suborden Fusulinina y del orden Fusulinida. Su especie tipo era Kalijanella incomposita. Su rango cronoestratigráfico abarcaba el Devónico medio.

## Discusión
Algunas clasificaciones más recientes incluirían Kalijanella en el suborden Parathuramminina, del orden Parathuramminida, de la subclase Afusulinina y de la clase Fusulinata.

## Clasificación
Kalijanella incluía a las siguientes especies:
- Kalijanella incomposita †
- Kalijanella karpinensis †
  - Kalijanella karpinensis giganteus †